# Indolestes floresianus
Indolestes floresianus är en trollsländeart som först beskrevs av Maurits Anne Lieftinck 1960.  Indolestes floresianus ingår i släktet Indolestes och familjen glansflicksländor. Inga underarter finns listade i Catalogue of Life.